# Colletes everaertae
Colletes everaertae là một loài Hymenoptera trong họ Colletidae. Loài này được Michener mô tả khoa học năm 1993.